# 托阿諾 (內華達州)
托阿諾（英語：Toano）是位於美國內華達州埃爾科縣的非建制地區。

## 歷史
托阿諾的郵局於1869年設立，其後於1906年停運。

## 地理
托阿諾所處的海拔為高於海平面1817米（即5962英呎），而該地所採用的時區為UTC-8，即太平洋时区（PST）。同時該地設有夏令時間，為UTC-8調快一小時，即UTC-7（PDT）。